# Johan Wiksten
Johan Ragnar Wiksten (* 26. Februar 1914 in Piteå; † 22. September 2000 ebenda) war ein schwedischer Militärpatrouillenläufer.
Bei den Olympischen Winterspielen 1936 in Garmisch-Partenkirchen gewann er im Militärpatrouillenlauf, der als Demonstrationswettkampf ausgetragen wurde, zusammen mit Gunnar Wåhlberg, Seth Olofsson und John Westbergh die Bronzemedaille.